# Prijanovići (Požega)
Prijanovići (Servisch cyrillisch Пријановићи) is een plaats in de Servische gemeente Požega. De plaats telt 446 inwoners (2002).